# 西濱勇星
西濱 勇星（にしはま ゆうせい、2002年11月23日 - ）は、群馬県太田市出身のプロ野球選手（投手・育成選手）。右投左打。東京ヤクルトスワローズ所属。

## 経歴

### プロ入り前
関東学園大学附属高等学校では入学当初107km/hだった最速を、MLB選手のハンター・グリーンの練習方法などを参考にしたフォーム調整で147km/hまで伸ばした。高校3年間で甲子園大会出場はなかった。プロ志望届を提出し、2020年9月に開催されたプロ志望高校生合同練習会に参加したが、同年のドラフト会議での指名はなかった。

### BC・群馬時代
高校卒業後、ベースボール・チャレンジ・リーグの群馬ダイヤモンドペガサスに入団した。
入団後、監督の牧野塁の下で基礎づくりに励み、2021年には最速を152km/に更新した。
2022年6月9日にはBCリーグ選抜の一員として埼玉西武ライオンズとの試合に登板し、自己最速の154km/hを計測。また、ドラフト会議直前の10月15日には、みやざきフェニックスリーグの阪神タイガース戦で自己最速をさらに更新する155km/hを計測した。
2022年10月20日に開催されたドラフト会議にて、オリックス・バファローズから育成1位指名を受け、11月15日に支度金350万円、年俸240万円で入団合意した。背番号は030。

### オリックス時代
2023年、春季キャンプはB組からのスタートとなった。オープン戦では1試合に登板し、三者凡退に抑えた。しかし、シーズンではウエスタン・リーグ公式戦の登板は3試合にとどまり、防御率9.00の成績だった。この年、1年で体重が15kgも落ちてしまう不調に陥った。10月5日、プロ入り1年目ながら、球団から戦力外通告を受けた。

### くふうハヤテ時代
現役続行を希望し、2023年11月15日に開催された12球団合同トライアウトに参加。シート打撃には1番手で登板し無安打・2奪三振に抑えた。現地でプレーを見た野球解説者の坂口智隆は「あの緊張感がある中で堂々とした投球」「直球に力があり可能性しか感じない」などと評した。
2023年12月7日、2024年からウエスタン・リーグに新規参入するくふうハヤテベンチャーズ静岡が新入団選手として内定を発表した。背番号は18となった。
2024年3月4日、カーネクスト 侍ジャパンシリーズ2024 日本 vs 欧州代表を控えた欧州代表との練習試合に登板し、4回を投げて被安打3、与四球、3奪三振で無失点の投球を見せた。開幕後は、先発ローテーションの一角として登板を続け、4月20日の阪神戦では7回1失点と好投を見せ、オリックス時代も含めて初めて勝ち星が付いた。9月22日までに21試合に登板（先発19試合）し、リーグ3位の109回を投げて、4勝8敗、リーグ5位の防御率3.47といった成績を残した。

### ヤクルト時代
2024年9月24日、東京ヤクルトスワローズが育成選手契約に基本合意したことを発表し、同28日付けで育成選手登録公示された。背番号は016。オイシックスを含め、ファーム参加球団から既存NPB球団への移籍は西濱が初めて。この時点でファーム公式戦は2試合を残すのみであったが、みやざきフェニックス・リーグでチームに帯同するため9月末という時期での入団となった。10月9日のフェニックス・リーグでの対広島戦がヤクルト所属後の初登板となった。

## 詳細情報

### 独立リーグでの年度別投手成績
| 年 度     | 球 団     | 登 板 | 先 発 | 完 投 | 完 封 | 無 四 球 | 勝 利 | 敗 戦 | セ 丨 ブ | ホ 丨 ル ド | 勝 率 | 打 者 | 投 球 回 | 被 安 打 | 被 本 塁 打 | 与 四 球 | 敬 遠 | 与 死 球 | 奪 三 振 | 暴 投 | ボ 丨 ク | 失 点 | 自 責 点 | 防 御 率 | W H I P |
| --------- | --------- | ----- | ----- | ----- | ----- | -------- | ----- | ----- | -------- | ----------- | ----- | ----- | -------- | -------- | ----------- | -------- | ----- | -------- | -------- | ----- | -------- | ----- | -------- | -------- | ------- |
| 2021      | 群馬      | 17    | 4     | 0     | 0     | 0        | 2     | 1     | 0        | 0           | .667  | 148   | 30.1     | 37       | 2           | 21       | -     | 5        | 32       | 2     | 1        | 21    | 20       | 5.93     | 1.91    |
| 2022      | 群馬      | 21    | 6     | 0     | 0     | 0        | 0     | 3     | 0        | 0           | .000  | 194   | 41.0     | 42       | 1           | 22       | -     | 7        | 32       | 4     | 0        | 25    | 15       | 3.29     | 1.56    |
| 通算：2年 | 通算：2年 | 38    | 10    | 0     | 0     | 0        | 2     | 4     | 0        | 0           | .333  | 342   | 71.1     | 79       | 3           | 43       | -     | 12       | 64       | 6     | 1        | 46    | 35       | 4.42     | 1.71    |

### 背番号
- 11（2021年 - 2022年）
- 030（2023年）
- 18（2024年 - 同年9月27日）
- 016（2024年9月28日 - ）